# Капа'а
Капа'а (енгл. Kapaa) насељено је место за статистичке потребе у америчкој савезној држави Хаваји. По попису становништва из 2010. у њему је живело 10.699 становника.

## Демографија
Према попису становништва из 2010. у граду је живело 10.699 становника, што је 1.227 (13,0%) становника више него 2000. године.
| Група             | 2000.         | 2010.         |
| Белци             | 2.469 (26,1%) | 3.263 (30,5%) |
| Афроамериканци    | 32 (0,3%)     | 46 (0,4%)     |
| Азијати           | 3.000 (31,7%) | 2.906 (27,2%) |
| Хиспаноамериканци | 896 (9,5%)    | 1.215 (11,4%) |
| Укупно            | 9.472         | 10.699        |